# Alev Kelter
Alev Kelter, född 21 mars 1991, är en amerikansk rugbyspelare. Hon ingick i det amerikanska lag som tog brons i sjumannarugby vid OS 2024 i Paris.